# Peribatodes conjuncta
Peribatodes conjuncta là một loài bướm đêm trong họ Geometridae.